# Stanford Moore
Stanford Moore (Chicago, EUA 4 de septiembre de 1913 - Nueva York, 23 de agosto de 1982) fue un químico, bioquímico y profesor universitario estadounidense galardonado con el Premio Nobel de Química del año 1972.

## Biografía
Estudió química en la Universidad Vanderbilt en 1935, graduándose como cum laude. Realizó el doctorado en química orgánica en 1938 en la Universidad de Wisconsin. En la Universidad Rockefeller de Chicago inició sus trabajos de investigación junto a Max Bergmann y fue nombrado profesor de bioquímica. Durante la Segunda Guerra Mundial estuvo adscrito en el Departamento de Investigación Científica y Desarrollo en Washington D. C..

## Investigaciones científicas
A partir de 1945 comenzó a colaborar activamente con William Howard Stein en sus investigaciones sobre la estructura de la ribonucleasa, en las cuales les ayudó en gran medida su método de análisis de aminoácidos mediante una columna cromatográfica de separación cuantitativa. Ambos bioquímicos idearon y perfeccionaron un analizador automático de aminoácidos, indispensable hoy en día en el estudio de las proteínas y que permitieron medir la actividad catalítica de las enzimas.
En 1972 fue galardonado con la mitad del Premio Nobel de Química, que compartió con William H. Stein, por sus trabajos sobre la relación entre la estructura química y la actividad catalítica del núcleo de las moléculas de la ribonucleasa. La otra mitad del premio recayó en Christian B. Anfinsen por sus trabajos sobre la ribonucleasa.
| Predecesor: Gerhard Herzberg | Premio Nobel de Química 1972 | Sucesor: Ernst Otto Fischer Geoffrey Wilkinson |

- Datos: Q110952